# Egon Schleinitz
G. Egon Schleinitz, Pseudonym: Claus Roth (* 20. Mai 1912 in Stadt Wehlen; † 2005 in München), war ein deutscher Schriftsteller.

## Leben und Wirken
Bereits im Alter von 21 Jahren trat er bei dem Mitteldeutschen Sender Leipzig und Dresden in der Rundfunksendung Junge Menschen erleben die Welt an das Mikrofon. Nach einem ganzseitigen Zeitungsaufsatz aus Anlass 20 Jahre Ausbruch des Ersten Weltkrieges im Jahre 1934 veröffentlichte er im Dezember 1935 als 23-Jähriger in den Dresdner Nachrichten den Reisebericht In einer serbischen Eisenbahn. 1936 trat Schleinitz mit seinem umfangreichen Tatsachenbericht hervor, in dem er seine Erlebnisse bei einer Radtour mit einem Freund nach Montenegro zu Papier brachte. Der große Erfolg dieses Buches veranlasste ihn zum Schreiben weiterer Bücher. Nach dem Zweiten Weltkrieg zog er zunächst nach Rosenheim und später nach München und gab in Bayern u. a. Bildbände heraus.

## Werke (Auswahl)
- Zwei Jungen fahren in die Welt. Mit dem Rad nach dem sonnigen Süden. Loewe, Stuttgart 1936.
- Zehn Mädel im Schnee. Flechsig, Dresden 1938.
- Die abenteuerliche Fahrt des Karl-Heinz Strobel. Berlin 1938.
- Deset děvčat jede na sever. Praha 1944.
- Oberbayern, Land und Leute. Korsch, München [1949].
- Bavarian Beauty. Korsch, München [1949].